# Hassan Preisler
Hassan Preisler, född 12 juni 1969 i Charlottenlund i Danmark, är en dansk skådespelare, radiovärd, författare och dramatiker.
Hassan Preislers far är biokemist från Pakistan och hans mor är danska. Han växte upp i Bern i Schweiz och i Bagsværd utanför Köpenhamn. Han har varit teaterskådespelare på bland andra Aarhus Teater, Teater Nordkraft, Østre Gasværk Teater och Cafe Teatret. Tillsammans med Sandra Yi Sencindiver har han varit konstnärlig ledare för teaterkompaniet "danskdansk".
Hassan Preisler har skrivit dramatik för bland andra Aarhus Teater och Malmö Stadsteater. Han romandebuterede 2013 Brun mands byrde
Han har varit gift med filmläraren May el-Toukhy (född 1977). De har en dotter tillsammans.